# Gino Baghetti
Gino Baghetti (13 de octubre de 1901 – 28 de marzo de 1977) fue un actor teatral y cinematográfico, además de actor de voz, de nacionalidad italiana.

## Biografía
Su verdadero nombre era Luigi Baghetti, y nació en Pavia, Italia, siendo sus padres los actores Aristide Baghetti y Tullia Baghetti, y su hermana la también actriz Claudia Baghetti. 
Baghetti trabajó como actor a partir de la década de 1930, y en su faceta de actor de voz, su actividad se centró en las décadas de 1950 y 1960.
Gino Baghetti falleció en Roma, Italia, en 1977.

## Actividad radiofónica
- Ente Italiano per le Audizioni Radiofoniche (EIAR)
- L'uomo che corse dietro ai suoi calzoni, de Cosimo Giorgieri Contri, con Nella Bonora, Clara di Montigliano y Gino Baghetti, programa emitido el 18 de agosto de 1935.

## Filmografía como actor
- Il sogno di tutti, de Oreste Biancoli, Lazslo Kish (1940)
- Notte di fortuna, de Raffaello Matarazzo (1941)
- Giarabub, de Goffredo Alessandrini (1942)
- C'è un fantasma nel castello, de Giorgio Simonelli (1942)
- Un americano in vacanza, de Luigi Zampa (1946)
- Il conte di Sant'Elmo, de Guido Brignone (1950)
- L'arte di arrangiarsi, de Luigi Zampa (1954)
- Alfredo Alfredo, de Pietro Germi (1972)

## Actor de voz

### Lista de actores doblados por Baghetti
- Bernard Lee - Desde Rusia con amor
- Cecil Kellaway - Guess Who's Coming to Dinner y Geremia, cane e spia
- Desmond Llewelyn - Operación Trueno
- Ed Wynn - I Cacciatori del lago d'argento
- Gil Lamb - The Love Bug
- Tu Chia Ching - The Big Boss
- Herb Vigran - Il fantasma del pirata Barbanera
- Liam Dunn - Herbie il Maggiolino sempre più matto
- Nolan Leary - Pollyanna
- Tino Bianchi - La maschera del demonio
- Vernon Rich - La guerra de los mundos
- William Demarest - F.B.I. - Operazione gatto

### Doblaje en películas de animación
- El libro de la selva
- Remì - Senza famiglia
- Un burattino di nome Pinocchio